# 1152

## Догађаји
- 4. март — Фридрих I Барбароса изабран за за немачког краља наследивши стрица Конрада III.

- Пролеће – Краљ Балдуин III и његова мајка, краљица Мелисенда, позвани су да интервенишу у спору између Балдуинове тетке Одијерне и њеног мужа Ремона II, грофа од Триполија. Одијерна одлучује да оде на дуг одмор и путује у Јерусалим, док је Ремон прати путем ка југу. На повратку у Триполи, група асасинова га избоде на смрт на јужној капији града. Гарнизон јуриша на оружје и излива се на улице, убијајући сваког муслимана на путу, али асасини успевају да побегну; мотив њиховог чина никада није познат.
- Балдуин III захтева већа овлашћења и криви Манасеса, владара Рамле, за мешање у његово законско наслеђивање као владара Јерусалима. Он захтева друго крунисање од патријарха Фулхера одвојеног од Мелисенде. Фулхер одбија, и као неку врсту самокрунисања, Балдуин парадира градским улицама са ловоровим венцима на глави. Пред Високим судом (Haute Cour) донета је одлука да се краљевство подели на два округа.
- Балдуин III започиње грађански рат против Мелисенде и покреће инвазију на југу. Осваја замак Мирабел, који брани Манас. Балдуин му поштеђује живот и бива прогнан, а Наблус се убрзо предаје. Мелисенда тражи уточиште у Давидовој кули са својим млађим сином, шеснаестогодишњим Амалриком. Балдуин улази у Јерусалим, дозвољава мајци да задржи Наблус и околину као свој мираз.
- Лето – Нур ал-Дин, селџучки владар (атабег) Алепа, поново осваја већину крсташке територије у долини Оронта – сводећи Кнежевину Антиохију на мало више од уске приобалне траке дуж Средоземног мора. Грофовија Триполи остаје непромењена, а Јерусалим остаје потенцијална претња са амбицијама да се прошири на исток, док истовремено тежи да доминира Фатимидским калифатом у Египту.
- 15. фебруар – Краљ Конрад III умире након 14-годишње владавине у Бамбергу. Наследио га је његов 29-годишњи нећак Фридрих I Барбароса, војвода од Швабије, који је крунисан за краља Немаца у Ахену неколико дана касније, 9. марта. Фридрих постаје једини владар Немачке и добија краљевске ознаке, упркос чињеници да Конрад има шестогодишњег сина, Фридриха IV, који постаје војвода од Швабије.
- 21. март – Краљ Луј VII одбацује свој брак са Елеонором Аквитанском и поништава га због недоличног понашања и крвног сродства – враћајући јој земље и титуле. У року од 6 недеља, Елеонора се поново удаје за Хенрија Анжујског, који је полагао право на грофовије Анжу и Мен, и провинцију Турен након смрти свог оца Џефрија Плантагенета, претходне године. Додавањем Елеонориних земаља, он сада контролише територију која се протеже непрекидно, од Шербура до Бајона.
- Град Городец, смештен на обалама реке Волге, основао је Јуриј Долгоруки, велики кијевски кнез.
- 6. април – Краљ Стивен Енглески наводи своје племиће да се закуну на верност његовом сину Јустасију, као законитом наследнику енглеског престола. Теобалд, надбискуп Кентерберијски, и други бискупи одбијају да крунишу Јустасија, фаворизујући Хенрија Анжујског да уместо њега затражи престо. Стивен конфискује њихову имовину, а Теобалд је приморан на изгнанство у Фландрију.
- Краљ Стивен Енглески опседа замак Њубери и држи младог Вилијама као таоца како би осигурао да његов отац, Џон Маршал, одржи обећање и преда замак. Када Џон одбије да се повинује, Стивен прети да ће дечака катапултирати преко зидина. Након тога, Вилијам остаје талац круне много месеци.
- Алмохадски калифат осваја Магриб ел-Авсат (данашњи Алжир). Град Беџаја постаје једна од главних поморских база Алмохада.
- Матлакоуатл постаје владар града-државе Аскапоцалко која се налази у долини Мексика (до 1222).
- Сабор Келс-Мелифонт: Успостављен је садашњи епархијски систем Ирске (са каснијим изменама) и признат је примат Арма.

## Рођења
- Гијас ад-Дин Масуд

- Исак Комнин (син Алексија I)

- Конрад III од Немачке

- Матилда од Булоња

- Ремон II од Триполија